# Jacques Carayon
Pour les articles homonymes, voir Carayon.
Jacques Carayon, né à La Rochelle le 3 janvier 1709 et mort dans la même ville le 30 octobre 1802, est un négociant, armateur et négrier français.

## Biographie

### Origines
D'une famille protestante de négociants en étoffes de Saint-Jean del Frech (Languedoc), Jacques Carayon est le fils du Jacques Carayon (1662-1732), négociant et armateur, et de Sara de Pont (sœur de Paul-François de Pont).

### Vie familiale

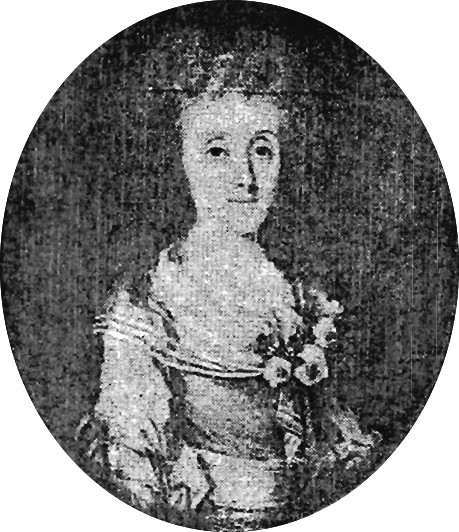
Portrait de sa fille Marie Anne Sara, épouse de Daniel Garesché.

En 1744, il épouse Marie-Anne Rasteau, fille du riche armateur et négrier Jacques Rasteau et de Suzanne Sara Seignette, d'où :
- Jacques, armateur, piqueur au vol de la fauconnerie du roi, conservateur du cabinet d'histoire naturelle de La Rochelle, vice-président de l'Académie des belles-lettres, sciences et arts de La Rochelle[2], époux de Jeanne Henriette Baussan ;
- Marie Anne Sara, épouse de Daniel Garesché, armateur, négrier et maire de La Rochelle ;
- Paul Jacques, négociant, époux de Jeanne Esther Ranson puis de Suzanne Jeanne Bernard ;
- Marie Marguerite, épouse de Jean-Joseph Gast ; Pierre-Isaac ;
- Louise Elisabeth, épouse du négociant François Gabriel Admyrauld (frère de Jean-Louis Admyrauld).

Devenu veuf, Jacques Carayon se remarie avec Mlle de Gasq.

### Négociant, armateur et négrier
Il débute dans le négoce en s'associant avec sa mère dans la société Veuve Carayon et fils, mais rapidement il s'occupe d'affaires en son nom seul.
Les affaires de Carayon se concentre autour de la traite négrière en provenance de la côte de Guinée et des denrées coloniales venant des plantations antillaises (sucre, poivre, etc). Il s'associe régulièrement avec son beau-frère Claude-Étienne Belin. Il est également commissionnaire d'un négociant de Limoges qui traite avec les Néerlandais. 

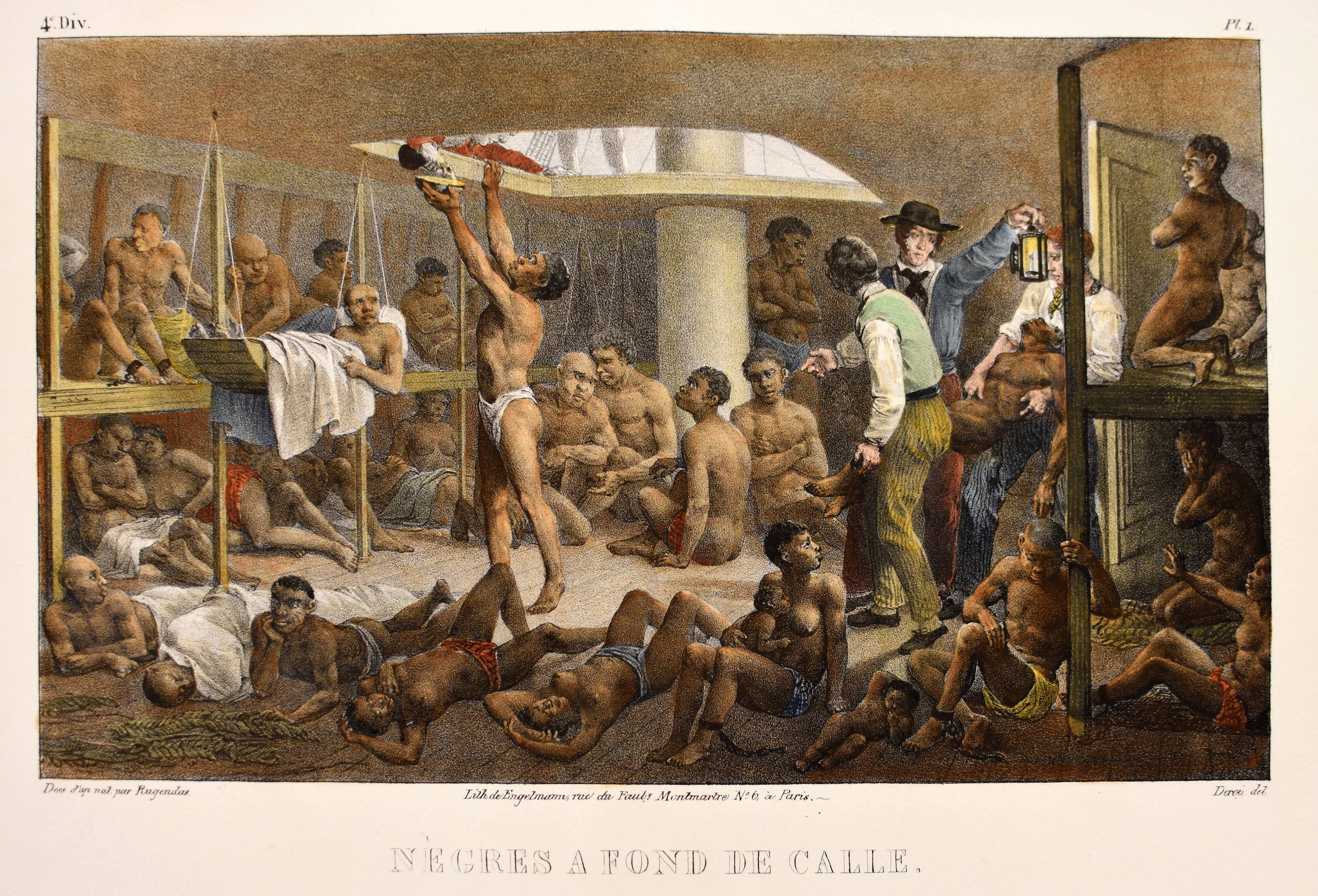
Nègres à fond de cale, par Johann Moritz Rugendas.

Le 29 octobre 1755, son navire l'Alcyon, parti de Loango avec 562 captifs africains à destination de la colonie de Saint-Domingue, est capturé par les Anglais, présentant une perte estimée à 815 141 livres, qui ne porte pas grand préjudice à ses ressources. 
En 1770, il arme le Saint Paul, navire de 200 tonneaux, capitaine Paul Hardy. Parti du port de La Rochelle le 28 septembre 1770, il rejoint Loango où il achète 368 esclaves (dont 20% de femmes et 23% d'enfants). Arrivé le 3 juin 1771 à Saint-Domingue, le capitaine vend 335 captifs, 33 d'entre eux ayant trouvé la mort pendant la traversée de l'Atlantique. 

### Syndic puis directeur de la Chambre de commerce
Il devient syndic de la Chambre de commerce de La Rochelle en 1745.
En 1765, il est élu député à l'élection des notables et nommé notable par le corps des négociants appelé à concourir à la nomination des sujets à présenter au choix du roi pour la place de maire. C'est alors la première fois que les Rochelais usent de ce privilège depuis l'abolition des privilèges municipaux à la suite du Grand Siège. Il est ensuite élu directeur de la Chambre de commerce en 1766, fonctions qu'il conserve jusqu'en 1768.
Doyen des anciens directeurs de la chambre de commerce, il est appelé en 1781 à signer aux contrats des six jeunes filles mariées en la chapelle de l'hôtel de la Bourse et dotées par la chambre de commerce à la suite de la délivrance de la Reine et la naissance du Dauphin.

## Sources
- "De l'ombre à la lumière : les Carayon du Haut-Languedoc , in: Brice Martinetti, Les négociants de La Rochelle au XVIIIe siècle, Presses universitaires de Rennes, 2019
- Émile Garnault, Livre d'or de la Chambre de commerce de la Rochelle contenant la biographie des directeurs et présidents de cette Chambre de 1719 à 1891, E. Martin, 1902
- Henri Feuilleret, Biographie de la Charente-Inférieure (Aunis & Saintonge), Clouzot, 1877
- Anne-Marie Cocula, Josette Pontet, Itinéraires spirituels, enjeux matériels en Europe, Presses universitaires de Bordeaux, 2005
- John Garretson Clark, La Rochelle and the Atlantic Economy During the Eighteenth Century, Johns Hopkins University Press, 1981
- Jean-Michel Deveau, La traite rochelaise, Paris, Karthala, 1990, 330 p. (ISBN 978-2-8111-0099-5)